# 三浦半島斷層群

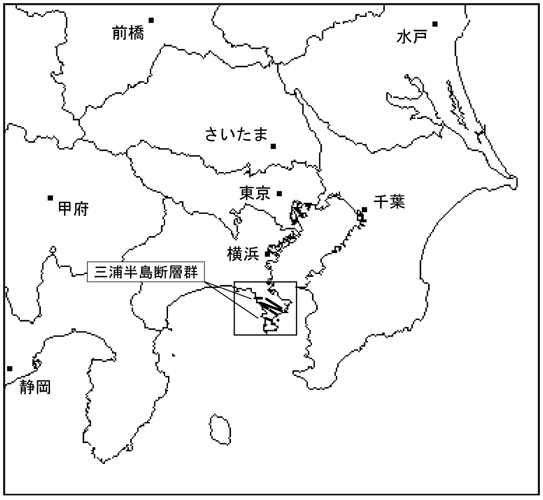
三浦半島斷層群

三浦半島斷層群 (日语：三浦半島断層群) 是位於日本神奈川縣東南部的斷層群。三浦半島上有衣笠斷層帶、北武斷層群、武山斷層帶、南下浦斷層、引橋斷層等多處活斷層。